# Tetraodorhina cincta
Tetraodorhina cincta är en skalbaggsart som beskrevs av Pouillaude 1917. Tetraodorhina cincta ingår i släktet Tetraodorhina och familjen Cetoniidae. Inga underarter finns listade i Catalogue of Life.